# Isabel Riquilda de Polonia
Isabel Riquilda de Polonia, reina consorte de Bohemia y Polonia y duquesa consorte de Austria y Estiria (1 de septiembre de 1288-19 de octubre de 1335), fue una princesa polaca miembro de la Casa de los Piastas.

## Biografía

### Primeros años

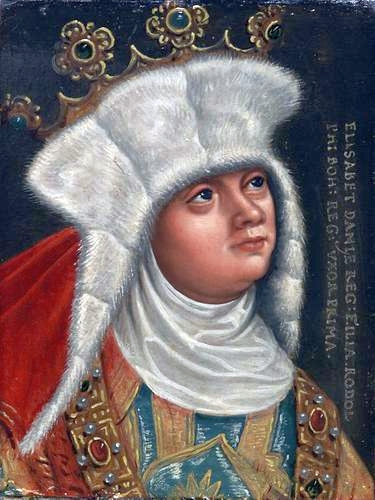
Retrato de Isabel Riquilda de Polonia, por Anton Boys (1579-1587)

Nacida en Poznan, fue la única hija de Premislao II, duque de la Gran Polonia (desde 1295 rey de Polonia), y su segunda esposa Riquilda, hija a su vez del antiguo rey Valdemar I de Suecia y de Sofía de Dinamarca. Su madre murió poco después del nacimiento de Isabel, si bien la fecha de su deceso es incierta (probablemente entre 1289 y 1292).
Durante sus primeros años de vida, Ryksa fue criada por su tía paterna Anna en el monasterio cisterciense de Owińska, donde fungía como abadesa, siendo probablemente allí donde recibió la noticia del secuestro y asesinato de su padre el 8 de febrero de 1296 en Rogoźno. La muerte del rey cambió por completo la situación geopolítica en dicha parte de Europa, provocando este acontecimiento el hecho de que Ryksa, huérfana de padre y madre, fuese puesta al cuidado de su madrastra Margarita de Brandeburgo, miembro de la Casa de Ascania (la cual había tomado parte en la conspiración para asesinar a Premislao II). Durante la ceremonia del matrimonio entre Premislao II y Margarita (antes del 13 de abril de 1293), se había acordado el futuro enlace entre Ryksa y el hermano de Margarira, Otón V de Brandeburgo-Salzwedel. A pesar de que Margarita recibió parte de la Gran Polonia tras enviudar, regresó por razones desconocidas a Brandeburgo poco después de la muerte de su esposo, llevándose a Ryksa con ella. La inesperada muerte de Otón el 11 de marzo de 1299 puso fin a los planes de matrimonio, regresando finalmente Ryksa a la Gran Polonia.

### Matrimonio con Wenceslao II
La muerte de Otón volvió a complicar la situación de Ryksa debido a que como única hija del último miembro varón de la Casa de los Piastas y primer rey en casi dos siglos, ella era el partido perfecto para cualquier pretendiente al trono polaco. En consecuencia, cuando el rey Wenceslao II de Bohemia (viudo desde 1297) recibió por parte de los señores de la Gran Polonia la oferta de contraer matrimonio con la princesa, el monarca aceptó rápidamente, siendo Ryksa enviada a Praga antes incluso de la coronación de Wenceslao como rey de Polonia el 25 de julio de 1300. Debido a la juventud de la novia, Wenceslao decidió retrasar la boda hasta que ella tuviese quince años de edad. Durante este tiempo, Ryksa fue puesta al cuidado de Agripina de Eslavonia, viuda de Leszek II el Negro y tía de Wenceslao.
La boda tuvo lugar finalmente el 26 de mayo de 1303 en la catedral de Praga. Durante la ceremonia, Ryksa fue coronada reina consorte de Bohemia y Polonia y, a petición de su esposo, adoptó el nombre de Isabel debido a que Ryksa no se usaba en Polonia además de ser considerado extraño. El matrimonio fue oficiado con el consentimiento de los arzobispos de Maguncia y Gniezno así como del obispo de Breslavia, Henryk z Wierzbnej.
Dos años después, el 15 de junio de 1305, Isabel dio a luz a su primer y único hijo, una niña llamada Agnes. El 21 de junio del mismo mes, el rey Wenceslao II murió en Praga, probablemente de tuberculosis. Isabel, con diecisiete años de edad y convertida en reina viuda, recibió como dote numerosas tierras así como 20.000 piezas de plata fina.

### Gobierno de Wenceslao III y matrimonio con Rodolfo de Habsburgo

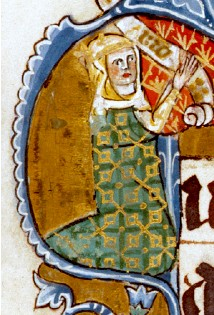
Retrato de Isabel Riquilda de Polonia (anónimo).

El hijastro de Isabel, Wenceslao III (también pretendiente al trono de Hungría), quien ascendió a los tronos de Bohemia y Polonia, murió asesinado el 4 de agosto de 1306 en Olomouc, extinguiéndose con él la rama masculina de la dinastía de los Premislidas. En consecuencia, la rama Kujaviana de la dinastía Piasta ascendió al trono polaco.
Con la muerte de su hijastro, la posición de Isabel volvió a cambiar considerablemente debido a que como reina viuda estaba involucrada en la lucha por el trono de Bohemia. El duque Rodolfo III de Austria y Estiria, hijo del rey Alberto I de Alemania, pudo finalmente tomar la corona con la ayuda de su progenitor. Con el fin de reforzar su poder, arregló su matrimonio con Isabel, a la vez viuda y madrastra de los dos últimos reyes premislidos. El matrimonio tuvo lugar en Praga el 16 de octubre de 1306, si bien el 4 de julio de 1307 el rey Rodolfo falleció de disentería tras enfermar durante la toma de la fortaleza de un noble en una revuelta.

### Gobierno sobre Hradec Králové
Tras la muerte de su segundo esposo, Isabel abandonó Praga y se estableció en Hradec Králové, una de las ciudades otorgadas a ella en virtud de su dote tras la muerte de Rodolfo, convirtiéndose dicha ciudad en el centro de sus dominios. No obstante, Isabel se vio implicada poco después en la guerra civil por la corona de Bohemia, esta vez entre Enrique de Carintia y Federico I de Austria, hermano de Rodolfo. Durante la guerra, Isabel apoyó a su cuñado, debido a lo cual se vio obligada a huir de sus tierras, las cuales habían sido ocupadas por Enrique. Tras regresar a ellas en agosto de 1308, Isabel las convirtió en un centro dedicado a la cultura y el arte.

### Relación con Enrique de Lipá y conflicto con Juan de Luxemburgo
En 1310, Juan de Luxemburgo se convirtió en el nuevo rey de Bohemia gracias a su matrimonio con Isabel, hija del rey Wenceslao II y su primera esposa. El gobierno de Juan sufría la oposición de la nobleza bohemia, la cual decidió apoyar a Isabel Riquilda. Una de las razones de la oposición de Isabel Riquilda fue la degradación sufrida en su estatus como consecuencia de la nueva reina consorte, su propia hijastra. El segundo líder más importante de la facción contraria a Luxemburgo era el poderoso noble Enrique de Lipá, gobernador de Bohemia en ausencia del rey.
Isabel Riquilda y Enrique iniciaron al poco tiempo una relación la cual, por razones políticas, nunca terminó en matrimonio (esto no se debía únicamente a la diferencia de clase social, sino también al hecho de que un matrimonio daría a Enrique una razón para reclamar el trono). En 1315, con el fin de debilitar la posición de la nobleza, el rey Juan privó a Enrique de todos sus cargos y ordenó su encarcelamiento. No obstante, la posición y la popularidad de la reina viuda eran tan grandes en Bohemia que Juan, ante el temor de una guerra civil, liberó a Enrique en abril de 1316.

### Alianza con Enrique I de Jawor, paz con el rey Juan de Bohemia y venta de Hradec Králové
A pesar de sus gestos conciliadores hacia el rey Juan, Isabel Riquilda siguió dictando sus propias políticas independientes, tal y como quedó evidenciado en 1317 cuando arregló el matrimonio de su única hija, la princesa Agnes de Bohemia, con el duque Enrique I de Jawor, quien con el fin de asegurar el patrimonio de su suegra y con el consentimiento de ésta, penetró en Hradec Králové con su ejército y empezó a llevar a cabo expediciones destinadas a apoyar a los rebeldes en contra del rey Juan. No obstante, un año después, gracias a la intervención de Luis IV, duque de Baviera y rey de Alemania (cuñado de Enrique), se llevó a cabo la firma de un tratado de paz en Domažlice el cual devolvió a Enrique de Lipá el favor del rey Juan además de todos sus anteriores cargos. Sumado a lo anterior, la reina viuda vendió las ciudades de su dote al rey Juan, estableciéndose con su amante en Brno. Posteriormente, las relaciones entre el rey de Bohemia e Isabel Riquilda fueron cordiales hasta el punto de que se podría apreciar cierta debilidad en las acciones del rey evidenciadas en su aprobación de subsidios destinados al convento cisterciense de Moravia en respuesta a una petición de la reina viuda. El matrimonio formal entre la princesa Agnes y Enrique I de Jawor tuvo lugar en 1319, si bien la pareja permaneció sin descendencia tras un trágico aborto espontáneo.

### Muerte de Enrique de Lipá, ingreso en un convento y últimos años

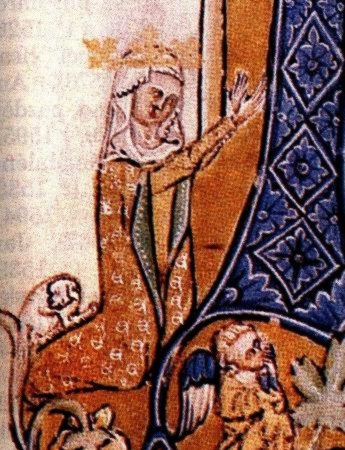
Retrato de Isabel Riquilda de Polonia en al antiguo claustro de Brno (anónimo).

Enrique de Lipá murió en Brno el 26 de agosto de 1329, tras lo cual Isabel Riquilda tomó los hábitos en el convento local al que tanto había ayudado económicamente, centrando a partir de entonces su atención en la cultura y la religión además de construir iglesias y conventos cistercienses y de financiar la elaboración de libros de himnos iluminados. Cuatro años después, junto con su hija Agnes, Isabel Riquilda realizó una peregrinación a los templos del Rin, regresando pocos meses después.
Murió el 19 de octubre de 1335 en el monasterio cisterciense de Brno, siendo enterrada, según sus deseos, bajo el suelo del claustro de la iglesia. En su testamento, Isabel Riquilda efectuó varias donaciones a instituciones eclesiásticas en Bohemia y Polonia, especialmente en Poznań.